# Turf Moor
O Turf Moor, é um estádio localizado na cidade de Burnley no condado inglês de Lancashire, e é a casa do Burnley Football Club, clube de futebol da Premier League. Foi construído originalmente em 1833 como um estádio de cricket, sendo usado para o futebol a partir de 1883.